# Truppenübungsplatz Süd

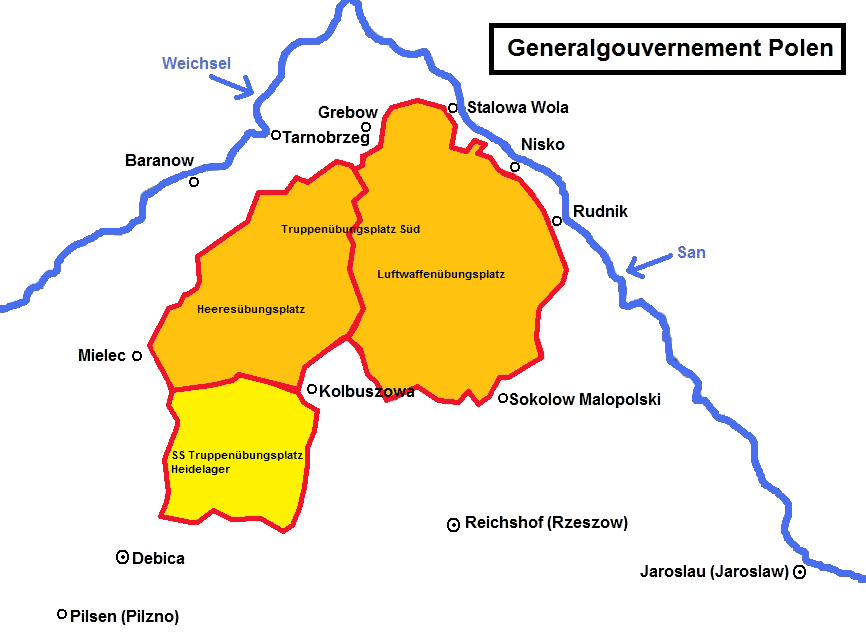

Der Truppenübungsplatz Süd (auch Truppenübungsplatz Mielec genannt) wurde Anfang 1940 im Gebiet der polnischen Landkreise Dębica, Mielec und Tarnobrzeg im Generalgouvernement errichtet.
Seine Errichtung steht im Zusammenhang mit dem Aufbau von insgesamt drei großen Truppenübungsplätzen der deutschen Wehrmacht im besetzten Polen. Diese Übungsplätze sind der Truppenübungsplatz Nord bei Mielau, der Truppenübungsplatz Mitte bei Radom und der Truppenübungsplatz Süd bei Mielec.
Das Übungsgebiet umfasste eine Fläche von mehreren hundert Quadratkilometern und war einer der größten Truppenübungsplätze der deutschen Wehrmacht. Das Übungsgelände war in einen Übungsplatz der Luftwaffe (Luftwaffenübungsplatz Gorno) und einen Übungsplatz des Heeres unterteilt. Der Übungsplatz des Heeres diente insbesondere zum Üben des großflächigen Gefechts der verbundenen Waffen mit starken Panzerverbänden. Innerhalb des Heeresübungsplatzes gab es zwei große Kasernenkomplexe, das Lager I bei Mielec sowie das Lager II im Gebiet des heutigen Ortes Nowa Dęba, jeweils mit Gleisanschluss.
Die Übungsanflüge der Luftwaffe erfolgen jeweils von zwei Fliegerhorsten der Umgebung, dem Fliegerhorst Mielec und dem Fliegerhorst Reichshof.
Im Zusammenhang mit dem direkt südwestlich anschließenden SS-Truppenübungsplatz Heidelager kam es auf dem Gelände 1943/1944 zu Startversuchen mit V2-Raketen. Das Gelände diente als Ausweichstandort für das bei einem britischen Luftangriff zerstörte Peenemünder Versuchsgelände. Für die Einrichtung des Übungsplatzes mussten Tausende von Polen ihre Häuser räumen. In welchem Umfang Zwangsarbeiter bei der Errichtung des Platzes zum Einsatz kamen, ist bis heute nicht abschließend geklärt.
Das Gebiet des Truppenübungsplatzes Nord umfasste große Flächen in den folgenden Amtsbezirken:
- Landkreis Dębica
- Landkreis Mielec
- Landkreis Tarnobrzeg

Am 1. Juli 1943 erfolgte der Zusammenschluss dieser Amtsbezirke und aller ihrer Gemeinden innerhalb des Truppenübungsplatzes Süd zum Heeresgutsbezirk Deba.